# Robert Jarni
Robert Jarni, hrvaški nogometaš, * 26. oktober 1968, Čakovec, Jugoslavija.
Jarni je na položaju levega krila za hrvaško nogometno reprezentanco odigral 81 tekem, kar ga uvršča na drugo mesto večne lestvice nastopov za Hrvaško. Edini zadetek je v reprezentančnem dresu dosegel v četrtfinalu Svetovnega prvenstva v nogometu 1998 proti Nemčiji. Zbral je tudi 7 nastopov in 1 gol za reprezentanco SFRJ in igral na svetovnih prvenstvih 1990, 1998 in 2002 ter na Evropskem prvenstvu 1996. Kot edini Hrvat je odigral vseh 14 tekem na prvenstvih v letih 1996, 1998 in 2002.
Klubsko kariero je začel v domačem Čakovcu, od koder je leta 1986 odšel v Split k tamkajšnjemu Hajduku. Njegov prvi klub v tujini je bil Bari, kasneje je igral še za Torino, Juventus, Real Betis, Coventry City, Real Madrid, Las Palmas in Panathinaikos. Skupno je odigral 391 tekem in dosegel 48 zadetkov. 
Nogometno kariero je zaključil leta 2002. Potem se je ukvarjal z malim nogometom in komentiranjem za hrvaško televizijo RTL. Po njem je poimenovana tudi kolekcija športnih oblačil tovarne Astrea.